# غريغوري هلبرن
غريغوري هلبرن (بالإنجليزية: Gregory Halpern)‏ هو مصور أمريكي، ولد في 1977 في بوفالو في الولايات المتحدة.